# Wálter Marcolini
Walter Marcolini (n. Salto Grande, Argentina; 19 de agosto de 1934) es un exfutbolista argentino. Se desempeñaba como delantero y si bien se formó en Rosario Central, debutó formalmente en el Deportes Quindío de Colombia.

## Carrera
Marcolini integró las divisiones inferiores de Rosario Central, sin llegar a debutar en primera. Luego de jugar unos años en reserva, emigró a Colombia, donde tuvo un lustro destacado. Su primera temporada fue la de 1957, jugando para Deportes Quindío; su equipo finalizó tercero en el campeonato, mientras que él marcó 23 goles, quedando en segundo lugar en la tabla de goleadores. Al año siguiente continuó en el cuadro cuyabro, convirtiendo 35 tantos y quedando a una sola anotación del goleador José Américo Montanini.
Pasó a luego a Millonarios, con el que se consagró campeón de Primera División 1959, aportando 20 goles a la campaña. En 1960 protagonizó otra destacada actuación al coronarse goleador del certamen con 30 tantos, siendo el primer futbolista de Deportivo Cali en conseguir tal logro. Al año siguiente cruzó de vereda y jugó para América de Cali, camiseta con la que convirtió 14 goles. Su estadística en cinco temporadas en el fútbol colombiano marca que disputó  191 partidos y anotó 122 goles.

## Clubes
| Club             | País      | Año       |
| ---------------- | --------- | --------- |
| Rosario Central  | Argentina | 1953-1956 |
| Deportes Quindío | Colombia  | 1957-1958 |
| Millonarios      | Colombia  | 1959      |
| Deportivo Cali   | Colombia  | 1960      |
| América de Cali  | Colombia  | 1961      |

## Palmarés
| Equipo      | País     | Título           | Año  |
| ----------- | -------- | ---------------- | ---- |
| Millonarios | Colombia | Primera División | 1959 |

### Distinciones individuales
| Título                       | Equipo         | País     | Año  |
| ---------------------------- | -------------- | -------- | ---- |
| Goleador de Primera División | Deportivo Cali | Colombia | 1960 |